# Divino das Laranjeiras
Divino das Laranjeiras è un comune del Brasile nello Stato del Minas Gerais, parte della mesoregione della Vale do Rio Doce e della microregione di Governador Valadares.